# سن ویتو ال توره
سن ویتو ال توره (به ایتالیایی: San Vito al Torre) یک کومونه در ایتالیا است که در استان اودینه واقع شده‌است.

## خصوصیات
سن ویتو ال توره ۱۱٫۶ کیلومترمربع مساحت و ۱٬۳۵۹ نفر جمعیت دارد و ۱۷ متر بالاتر از سطح دریا واقع شده‌است.